# 강철산맥
강철산맥(Iron Mountains)은 가운데땅에 위치한 거대한 산맥이다. 에레드 엥그린이라고도 부른다.

## 개요
멜코르, 모르고스가 가운데땅에 세운 악의 거점 우툼노와 앙그반드는 이 산맥 깊은 곳에 위치했고 보석전쟁이 끝나는 순간에 파괴되었다.
태양의 1시대가 끝난 후에도 오크를 비롯한 위험한 존재들이 즐비했다.